# Taulichusco
Taulichusco, llamado el Viejo, fue un curaca inca que administró parte del valle del río Rímac a mediados del siglo XVI.

## Biografía
Poco se sabe de sus orígenes y su historia antes de la llegada de los españoles a su curacazgo. Según testimonios de indígenas recogidos por las autoridades virreinales, Taulichusco era "yanacona y criado de Mama Vilo, mujer de Huayna Cápac". Fue una autoridad impuesta por los incas de Cusco en el valle.
Su nombre, proveniente del quechua, significaría en español "cuatro pueblos" o "parcialidades".
Sus dominios se extendían por una parte del fértil valle del río Rímac, un paraje lleno de huertos y árboles frutales. Comandaba un ejército de 3,000 soldados. Su residencia estaba ubicada en el solar donde luego se levantó la Casa de Pizarro, actual sede del gobierno peruano, un lugar estratégico porque era un nudo de control de las acequias que distribuían el agua para las huertas del valle.
Fue, junto a su hermano Caxa Paxa (pronunciado [kaʃa paʃa]), el último gobernante indígena del área que luego se convertiría en la Ciudad de los Reyes. Su cargo desapareció con la conquista del Perú a manos del conquistador español Francisco Pizarro y sus huestes. No opuso resistencia a los españoles y les recibió con hospitalidad, ofreciéndoles regalos y viandas, incluso colaboró con ellos. En ese tiempo, debido a su avanzada edad, cogobernaba el territorio junto a su hijo Guachinamo. Su colaboración se presume como una forma de alianza táctica con los españoles, que habían derrocado el poder inca de la costa central peruana.
Su curacazgo fue desnaturalizado, los terrenos sirvieron para la construcción de la nueva urbe, y sus habitantes reducidos en encomiendas.
Se exilió en la localidad de Chuntay (posterior parroquia de San Sebastián, sector oeste del centro histórico) y luego en la Bendita Magdalena de Chacalea (posterior centro del distrito de Magdalena Vieja), donde falleció entre 1562 y 1576.
Su nieto, Gonzalo Taulichusco, fue cacique de la doctrina de indios de Santa María Magdalena, germen del limeño distrito de Pueblo Libre, lugar donde fueron reunidos los habitantes de lo que fueron los dominios de Taulichusco el Viejo.

## Homenajes
En 1985 el alcalde de Lima Alfonso Barrantes inauguró un monumento en su memoria en el Pasaje Santa Rosa del Cercado de Lima. El monumento consiste en una wanka, una piedra ceremonial andina de 14 toneladas recogida en la pampa de Amancaes.
Ese mismo año el pintor huarochirano Milner Cajahuaringa pintó un retrato suyo de estilo figurativo.